# Dana Eveland
Dana James Eveland (29 de octubre de 1983) es un lanzador estadounidense de béisbol profesional que actualmente es agente libre. Anteriormente jugó con los Milwaukee Brewers, Arizona Diamondbacks, Oakland Athletics, Toronto Blue Jays, Pittsburgh Pirates, Los Angeles Dodgers, Baltimore Orioles, New York Mets, Atlanta Braves y Tampa Bay Rays de las Grandes Ligas, y en la Liga de Béisbol Profesional de Corea del Sur (KBO) con los Hanwha Eagles.

## Carrera profesional

### Milwaukee Brewers
Eveland fue reclutado por los Cerveceros de Milwaukee en la ronda 16a (general 469a) del Draft de Grandes Ligas de 2002. El 16 de julio de 2005 debutó contra los Washington Nationals. Fue integrante del cuerpo de relevistas del equipo, apareciendo en 27 partidos y dejando registro de 1-1. La temporada siguiente aparecería en nueve partidos, con cinco aperturas. El récord de Eveland en 2006 fue de 0-3, con una efectividad de 8.13.

### Arizona Diamondbacks
Después de dos temporadas con los Cerveceros, Eveland fue cambiado a los Cascabeles de Arizona el 26 de noviembre de 2006 junto con Doug Davis y Dave Krynzel a cambio de Greg Aquino, Johnny Estrada y Claudio Vargas. Apareció en solamente cinco juegos para los Diamondbacks.

### Oakland Athletics
El 14 de diciembre de 2007, Eveland fue incluido de nuevo en un canje de seis jugadores con los Atléticos de Oakland por Dan Haren y Connor Robertson.
En 2008 hizo 29 aperturas para los Atléticos, marca de su carrera. Su registro fue de 9-9 con una efectividad de 4.34. También entregó 27 bases por bolas de cuatro lanzamientos, la mayor cantidad en las Grandes Ligas.
La temporada siguiente registró 2-4 en 13 partidos, con nueve aperturas y una efectividad de 7.16. Fue designado para asignación el 1 de febrero de 2010.

### Toronto Blue Jays
El 6 de febrero de 2010, Eveland fue adquirido por los Azulejos de Toronto, a cambio de un jugador a ser nombrado más tarde o consideraciones en efectivo.
Empezó nueve partidos, en los que obtuvo marca de 3-4 con una efectividad de 6.45, y fue designado para asignación el 24 de mayo de 2010.

### Pittsburgh Pirates
El 1 de junio de 2010, Eveland fue cambiado de los Azulejos de Toronto a los Piratas de Pittsburgh por Ronald Uviedo. Participó en sólo 3 juegos para los Piratas, 1 de los cuales fue una apertura. El 24 de junio de 2010 fue designado para asignación.

### Los Angeles Dodgers
El 22 de noviembre de 2010, Eveland acordó un contrato de ligas menores con Los Angeles Dodgers. Fue asignado a los Albuquerque Isotopes de Clase AAA. Fue seleccionado para el equipo de estrellas de la Liga de la Costa del Pacífico tanto a mitad como a final de temporada. Hizo 25 aperturas con los Isótopos en 2011, con un récord de 12-8 y 4.38 de efectividad.
El 1 de septiembre de 2011, los Dodgers lo llamaron a Grandes Ligas para iniciar contra los Piratas de Pittsburgh. En ese juego se llevó la victoria al permitir sólo una carrera en ocho entradas. Terminó haciendo 5 aperturas con los Dodgers en septiembre, con un registro de 3-2, 3.03 de efectividad y 16 ponches. En 3 aperturas como visitante registró 3-0 con una efectividad de 0.44, pero en sus dos aperturas en el Dodger Stadium tuvo marca de 0-2 con una efectividad de 9.00.

### Baltimore Orioles
Fue cambiado de los Dodgers a los Orioles de Baltimore el 8 de diciembre de 2011. Eveland fue designado para asignación el 29 de marzo de 2012, pero recibió el llamado a Grandes Ligas el 26 de julio cuando jugaba con la filial Norfolk Tides de Clase AAA .

### Hanwha Eagles
Eveland firmó con los Hanwha Eagles en la Organización de Béisbol de Corea para 2013.

### New York Mets
El 18 de febrero de 2014 firmó un contrato de ligas menores con los Mets de Nueva York.

### Boston Red Sox
Eveland acordó un contrato de ligas menores con los Medias Rojas de Boston el 21 de enero de 2015. El acuerdo fue anunciado oficialmente ocho días después. El 5 de junio, Eveland optó por terminar su contrato de ligas menores.

### Atlanta Braves
Eveland firmó un contrato de ligas menores con los Bravos de Atlanta el 7 de junio de 2015. Fue asignado a los Gwinnett Braves de Clase AAA. El 5 de julio fue colocado en asignación junto a Nick Masset para incluir en la plantilla a David Carpenter y Arodys Vizcaíno.

### Segunda temporada con Baltimore Orioles
El 17 de julio de 2015 firmó un contrato de ligas menores con los Orioles de Baltimore.

### Tampa Bay Rays
El 14 de diciembre de 2015, Eveland llegó a un acuerdo de ligas menores con los Rays de Tampa Bay que incluyó una invitación a los entrenamientos primaverales. Fue incluido en la plantilla del Día Inaugural de temporada el 2 de abril de 2016, gracias a su buen rendimiento en los entrenamientos primaverales. En 33 juegos, registró una efectividad de 9.00 en un total de 23 entradas lanzadas. Fue liberado el 15 de marzo de 2017.

## Estilo de lanzar
Eveland utiliza una recta de cuatro costuras, un slider, un cambio y una curva. Para 2014 comenzó a lanzar más sliders y reemplazó su recta de cuatro costuras por una de dos costuras.